# Kenneth Ferrie
Kenneth Ferrie (* 28. September 1978 in Ashington) ist ein englischer Profigolfer der European Tour.
Ferrie gewann 1996 die British Boys Championship und erhielt daraufhin eine Einladung zu einem European Tour Event in seiner Heimatregion, den Slaley Hall Northumberland Challenge, überstand aber den Cut nicht. Im Jahre 1999 wurde er Berufsgolfer und spielte 2000 hauptsächlich auf der Challenge Tour, wo er seinen ersten Turniererfolg – die Tessali Open del Sud – verzeichnen konnte. Am Ende der Saison qualifizierte sich Ferrie über die Tour School für die European Tour, konnte sich aber dort nicht behaupten und musste sich erneut die Spielberechtigung erkämpfen. 2003 gelang ihm dann der erste Sieg auf der großen Turnierserie mit den Canarias Open de España und 2005 gelang es ihm, einen der bedeutenderen Titel zu gewinnen, die Smurfit European Open im berühmten K Club in Irland. Er schloss das Jahr mit einem 11. Platz in der Geldrangliste ab.
Kenneth Ferrie war Mitglied des siegreichen europäischen Teams in der Royal Trophy 2006, einem Ryder-Cup-artigen Vergleichskampf mit den besten asiatischen Golfspielern.
Bei den US Open 2006 stand Ferrie lange im Rampenlicht der Golfwelt und führte zeitweise das Feld an. Er belegte schließlich den hervorragenden 6. Platz, der ihm fixe Startplätze beim nächstjährigen Masters und den US Open garantierte. Im Jahre 2008 versuchte er sich auf der PGA Tour konnte sich aber nicht behaupten und kehrte 2009 wieder auf die European Tour zurück.
Nach fünf sieglosen Jahren gewann Ferrie im September 2011 die Austrian Open und damit seinen dritten Titel auf der European Tour.

## Turniersiege
- 2000 Tessali Open del Sud (Challenge Tour)
- 2001 Challenge Total Fina Elf (Challenge Tour)
- 2003 Canarias Open de España (European Tour)
- 2005 Smurfit European Open (European Tour), Northern Rock Masters
- 2011 Austrian Open (European Tour)

## Resultate bei Major Championships
| Tournament        | 2003 | 2004 | 2005 | 2006 | 2007 | 2008 | 2009 | 2010 | 2011 | 2012 | 2013 |
| ----------------- | ---- | ---- | ---- | ---- | ---- | ---- | ---- | ---- | ---- | ---- | ---- |
| Masters           | DNP  | DNP  | DNP  | DNP  | CUT  | DNP  | DNP  | DNP  | DNP  | DNP  | DNP  |
| US Open           | DNP  | DNP  | DNP  | T6   | T42  | DNP  | DNP  | DNP  | DNP  | DNP  | DNP  |
| Open Championship | CUT  | T42  | CUT  | WD   | DNP  | DNP  | DNP  | DNP  | 70   | DNP  | DNP  |
| PGA Championship  | DNP  | DNP  | DNP  | CUT  | DNP  | DNP  | DNP  | DNP  | DNP  | DNP  |      |

DNP = nicht teilgenommen

CUT = Cut nicht geschafft

„T“ geteilte Platzierung

Grüner Hintergrund für Siege

Gelber Hintergrund für Top 10